# باكو ليون
باكو ليون (بالإسبانية: Paco Leon)‏ هو مخرج وممثل إسباني، ولد في 4 أكتوبر 1974 في إسبانيا.

## وصلات خارجية
- باكو ليون على موقع IMDb (الإنجليزية)
- باكو ليون على موقع قاعدة بيانات الفيلم (الإنجليزية)